# 12071 Davykim
A 12071 Davykim (ideiglenes jelöléssel 1998 FV63) a Naprendszer kisbolygóövében található aszteroida. A LINEAR projekt keretében fedezték fel 1998. március 20-án.